# V102D
V102D（ブイ いち まる にー ディー）は、三菱電機が開発した、ボーダフォン(現ソフトバンクモバイル)による第二世代携帯電話端末製品。

## 概要
プリペイドサービス「プリカ」と「Pj」向けストレート型端末。V101Dからデザインを変更。本体前面に着脱可能な上下2枚のパネルを備え、着せ替えできる。着せ替えパネルによって4パターンの配色が楽しめる。「バイリンガル機能」を搭載。文字変換方式はATOKで、着信メロディは16和音。

## 歴史
- 2004年6月17日：ボーダフォンから発表
- 2004年7月上旬：発売